# Buxus rivularis
Buxus rivularis är en buxbomsväxtart som beskrevs av Merrill. Buxus rivularis ingår i släktet buxbomar, och familjen buxbomsväxter. Inga underarter finns listade i Catalogue of Life.